# اکرم حورانی

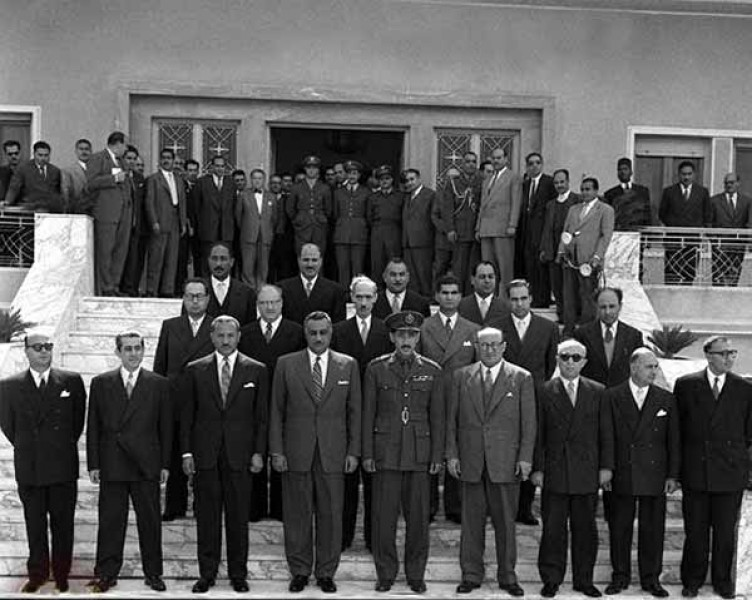
حورانی همراه با جمال عبدالناصر و گروهی از بعثی‌ها زمان اعلام اتحاد بین سوریه و مصر سال ۱۹۵۸

اکرم حورانی (به عربی: أكرم رشيد محيي الدين الحوراني) (زاده نوامبر ۱۹۱۱ در حما – درگذشت ۲۴ فوریه ۱۹۹۶ در امان) او شخصیت سیاسی سوری بود. وی در مدت کوتاهی در سال ۱۹۵۸ نمایندهٔ جمال عبدالناصر در ادارهٔ اقلیم سوریه بود.